# Спасское (Омская область)
Спасское — село в Горьковском районе Омской области. Входит в Краснополянское сельское поселение.

## История
Основано в 1801 г. В 1928 году деревня Спасская состояла из 189 хозяйств, основное население — зыряне. Центр Спасского сельсовета Иконниковского района Омского округа Сибирского края.

## Население
| 2002 | 2010 | 2021 |
| ---- | ---- | ---- |
| 259  | ↘149 | ↘121 |